# Округ Кочиз (Аризона)
Округ Кочиз (енгл. Cochise County) је округ у америчкој савезној држави Аризона. По попису из 2010. године број становника је 131.346. Седиште округа је град Бизби.

## Демографија
Према попису становништва из 2010. у округу је живело 131.346 становника, што је 13.591 (11,5%) становника више него 2000. године.
| Група             | 2000.          | 2010.          |
| Белци             | 70.754 (60,1%) | 76.805 (58,5%) |
| Афроамериканци    | 5.321 (4,5%)   | 5.465 (4,2%)   |
| Азијати           | 1.942 (1,6%)   | 2.525 (1,9%)   |
| Хиспаноамериканци | 36.134 (30,7%) | 42.543 (32,4%) |
| Укупно            | 117.755        | 131.346        |